# Bukit Padi
Bukit Padi is een bestuurslaag in het regentschap Kepulauan Anambas van de provincie Riouwarchipel, Indonesië. Bukit Padi telt 353 inwoners (volkstelling 2010).